# إنريكو جيمس
إنريكو جيمس (بالإنجليزية: Enrico James) هو لاعب كرة الريشة جنوب أفريقي، ولد في 12 أبريل 1985.

## وصلات خارجية
- إنريكو جيمس على موقع BWF.tournamentsoftware.com (الإنجليزية)
- إنريكو جيمس على موقع BWFbadminton.com (الإنجليزية)